# Ероуз A1
Ероуз A1 е болид от Формула 1 и е от отбора на Ероуз като се състезава в сезон 1978 и 1979. Замества стария болид FA1 заради оттеглянето на Шадоу. Б-версията се появява през сезон 1979 преди да бъде заменен и представен болида Ероуз A2.
Ероуз A1 Участва в средата на сезон 1978, 1979 и Британската Формула 1 през 1980.

## Резултати от Британската Ф1
| Години | Отбори             | Двигатели  | Пилоти                         |
| ------ | ------------------ | ---------- | ------------------------------ |
| 1978   | Ероуз рейсинг тийм | Косуърт V8 | Рикардо Патрезе и Ролф Щомелен |
| 1979   | Варстейнер Ероуз   | Косуърт V8 | Йохен Мас и Рупърт Кийгън      |
| 1980   |                    | Косуърт    | Гай Едуардс                    |